# Lonchorhyncha ecuadoria
Lonchorhyncha ecuadoria là một loài ong trong họ Colletidae. Loài này được Friese miêu tả khoa học đầu tiên năm 1925.